# モハメド・アブドラヒ・ワエレ
モハメド・アブドラヒ・ワエレ（Ahmed Abdulahi Waayeel、生年不明 - 2009年12月2日）は、ソマリアの政治家。ソマリア暫定連邦政府の教育相を務めていた。
2009年12月2日、モガディシオにあるシャモホテルにて行われていたベナディール大学の卒業式に出席していたところ、自爆テロに遭い爆発後まもなくして死亡が確認された。この自爆テロにより同じく参列していたイブラヒム・ハッサン・アドウ高等教育相とカマール・アデン・アリ保健相が即死しており、スポーツ相スレイマン・オラド・ロブレも負傷した。